# مصرف الواحة
مصرف الواحة (بالإنجليزية: Waha Bank) هو مصرف تجاري ليبي تأسس كشركة مساهمة ليبية.

## التاريخ والتأسيس
تأسس مصرف الواحة بموجب قرار مجلس إدارة مصرف ليبيا المركزي رقم (46) لسنة 2005. تم تأسيس المصرف برأس مال قدره 150 مليون دينار ليبي، وكانت ملكية أسهمه تعود بشكل كامل لكل من مصرف الساحل والصحراء للاستثمار والتجارة (بنسبة 80%) وصندوق الإنماء الاقتصادي والاجتماعي (بنسبة 20%).

## وصلات خارجية
- الموقع الرسمي